# بازی‌های آسیایی ساحلی ۲۰۱۰
بازی‌های آسیایی ساحلی ۲۰۱۰ دومین دوره از بازی‌های آسیایی ساحلی بود که در شهر مسقط عمان برگزار شد. این مسابقات از تاریخ ۸ دسامبر ۲۰۱۰ تا ۱۶ دسامبر ۲۰۱۰ در ۱۴ رشته ورزشی میان ۴۳ کشور از قاره آسیا برگزار شد. کشور عمان امکانات ویژه‌ای از جمله هتل ۴ ستاره برای بازیکنان و مربیان تدارک دیده بود. در این مسابقات ۵۲ مدال طلا توزیع شد که تایلند با ۱۵ مدال طلا پس چین با ۱۲ طلا و عمان با ۵ طلا در رتبه اول قرار گرفت.

## بازی‌ها

### کشورهای شرکت‌کننده
۴۳ کشور از ۴۵ کشور حاضر در قاره آسیا در این بازی‌ها حضور یافتند، کشورهای غایب در این دوره بازی‌ها کره شمالی و ماکائو بودند. ورزشکاران کشور کویت نیز به دلیل تعلیق کمیته ملی المپیک این کشور با نام کمیته بین‌المللی المپیک و در زیر پرچم المپیک در این بازی‌ها حاضر شدند.
| - اردن (۱۸) - ازبکستان (۱۲) - افغانستان (۱۴) - اندونزی (۱۰۸) - امارات متحده عربی (۱۹) - ایران (۱۸) - بحرین (۳۳) - برونئی (۶) - بنگلادش (۸) - بوتان (کشور) (۲) - پاکستان (۲۶) - تاجیکستان (۸) - تایلند (۱۲۵) - ترکمنستان (۴) - تیمور شرقی (8) | - چین (۱۰۰) - تایوان (۳۸) - ژاپن (۴۶) - سنگاپور (۸) - سری‌لانکا (۲۰) - سوریه (۳۱) - عراق (۷) - عربستان سعودی (۲۲) - عمان (۸۳) - فلسطین (۱۰) - فیلیپین (۲۴) - قرقیزستان (۱) - قزاقستان (۲۶) - قطر (۳۱) - کامبوج (4) | - کره جنوبی (۲۴) - کویت (۴۷) - لائوس (۴) - لبنان (۱۶) - مالدیو (۱۰) - مالزی (۱۴) - مغولستان (۴) - میانمار (۱۰) - نپال (۸) - ویتنام (۴۹) - هند (۵۵) - هنگ کنگ (۱۳) - یمن (17) |

### رشته‌های ورزشی
| - اسکی روی آب (۶) - بدن‌سازی (۶) - تنت پگینک (۸) - جت‌اسکی (۴) - سپک تاکرای ساحلی (۴) | - سه‌گانه (۲) - شنای ماراتون (۴) - فوتبال ساحلی (۱) - قایق‌رانی بادبانی (۶) - کبدی ساحلی (۲) | - واترپلو ساحلی (۱) - والیبال ساحلی (۲) - وودبال ساحلی (۴) - هندبال ساحلی (۲) |

### تقویم بازی‌ها
| اف | مراسم افتتاحیه | ● | رویدادها | ۱ | رویدادهای نهایی | اخ | مراسم اختتامیه |

| دسامبر ۲۰۱۰       | ۸ چهار | ۹ پنج | ۱۰ آدینه | ۱۱ شنبه | ۱۲ یک | ۱۳ دو | ۱۴ سه | ۱۵ چهار | ۱۶ پنج | نشان‌های طلا |
| ----------------- | ------ | ----- | -------- | ------- | ----- | ----- | ----- | ------- | ------ | ----------- |
| هندبال ساحلی      |        | ●     | ●        | ●       | ●     | ●     | ●     | ●       | ۲      | ۲           |
| کبدی ساحلی        |        |       |          |         | ●     | ●     | ●     | ●       | ۲      | ۲           |
| سپک تکرای ساحلی   |        | ●     | ●        | ۲       |       | ●     | ●     | ۱       | ۱      | ۴           |
| فوتبال ساحلی      | ●      | ●     | ●        | ●       | ●     | ●     | ●     | ●       | ۱      | ۱           |
| والیبال ساحلی     |        | ●     | ●        | ●       | ●     | ●     | ●     | ●       | ۲      | ۲           |
| واترپلو ساحلی     | ●      | ●     | ●        | ●       | ۱     |       |       |         |        | ۱           |
| وودبال ساحلی      |        |       | ●        | ●       | ●     | ۴     |       |         |        | ۴           |
| بدن‌سازی           |        |       | ۳        | ۳       |       |       |       |         |        | ۶           |
| جت‌اسکی            |        |       |          |         |       |       | ۲     | ۱       | ۱      | ۴           |
| شنای ماراتون      |        | ۲     |          | ۲       |       |       |       |         |        | ۴           |
| قایق‌انی بادبانی   |        | ●     | ●        | ●       | ●     | ۶     |       |         |        | ۶           |
| تنت پگینگ         |        | ۲     | ۲        |         | ۲     | ۲     |       |         |        | ۸           |
| سه‌گانه            |        |       |          |         |       |       |       |         | ۲      | ۲           |
| اسکی روی آب       |        |       |          |         |       |       | ●     | ۶       |        | ۶           |
| مجموع مدال‌های طلا |        | ۴     | ۵        | ۷       | ۳     | ۱۲    | ۲     | ۸       | ۱۱     | ۵۲          |
| مراسم‌ها           | اف     |       |          |         |       |       |       |         | اخ     |             |
| دسامبر ۲۰۱۰       | ۸ چهار | ۹ پنج | ۱۰ آدینه | ۱۱ شنبه | ۱۲ یک | ۱۳ دو | ۱۴ سه | ۱۵ چهار | ۱۶ پنج | نشان‌های طلا |

### جدول مدال‌ها
کشور میزبان
| رتبه  | کشور                    | طلا | نقره | برنز | مجموع |
| ۱     | تایلند (THA)            | ۱۴  | ۱۰   | ‍۱۲    | ۳۶    |
| ۲     | چین (CHN)               | ۱۲  | ۶    | ۵    | ۲۳    |
| ۳     | عمان (OMA)              | ۵   | ۱    | ۶    | ۱۲    |
| ۴     | عراق (IRQ)              | ۳   | ۳    | ۱    | ۷     |
| ۵     | اندونزی (INA)           | ۳   | ۲    | ۶    | ۱۱    |
| ۶     | هند (IND)               | ۳   | ۰    | ۱    | ۴     |
| ۷     | ورزشکاران کویتی (KUW)   | ۲   | ۳    | ۱    | ۶     |
| ۸     | کره جنوبی (KOR)         | ۲   | ۳    | ۰    | ۵     |
| ۹     | امارات متحده عربی (UAE) | ۲   | ۲    | ۰    | ۴     |
| ۱۰    | ژاپن (JPN)              | ۲   | ۱    | ۳    | ۶     |
| ۱۱    | ویتنام (VIE)            | ۱   | ۵    | ۲    | ۸     |
| ۱۲    | قزاقستان (KAZ)          | ۱   | ۲    | ۰    | ۳     |
| ۱۳    | مالزی (MAS)             | ۱   | ۱    | ۰    | ۲     |
| ۱۳    | سوریه (SYR)             | ۱   | ۱    | ۰    | ۲     |
| ۱۵    | پاکستان (PAK)           | ۰   | ۴    | ۲    | ۶     |
| ۱۶    | اردن (JOR)              | ۰   | ۲    | ۱    | ۳     |
| ۱۷    | میانمار (MYA)           | ۰   | ۲    | ۰    | ۲     |
| ۱۸    | چین تایپه (TPE)         | ۰   | ۱    | ۴    | ۵     |
| ۱۹    | هنگ کنگ (HKG)           | ۰   | ۱    | ۳    | ۴     |
| ۲۰    | یمن (YEM)               | ۰   | ۱    | ۲    | ۳     |
| ۲۱    | تاجیکستان (TJK)         | ۰   | ۱    | ۱    | ۲     |
| ۲۲    | بنگلادش (BAN)           | ۰   | ۰    | ۲    | ۲     |
| ۲۲    | ایران (IRI)             | ۰   | ۰    | ۲    | ۲     |
| ۲۴    | برونئی (BRU)            | ۰   | ۰    | ۱    | ۱     |
| ۲۴    | لبنان (LIB)             | ۰   | ۰    | ۱    | ۱     |
| ۲۴    | نپال (NEP)              | ۰   | ۰    | ۱    | ۱     |
| ۲۴    | عربستان سعودی (KSA)     | ۰   | ۰    | ۱    | ۱     |
| مجموع | مجموع                   | ۵۲  | ۵۲   | ۵۸   | ۱۶۲   |